# Domžale
Domžale (allemand : Domschale) est une commune située au nord-est de la capitale Ljubljana, située à l'est de la région de la Haute-Carniole en Slovénie.

## Géographie

### Villages
En plus de la localité de Domžale, la commune est composée des villages de Dob, Dragomelj, Gorjuša, Groblje, Ihan, Jarše, Količevo, Preserje, Radomlje, Rodica, Sveta Trojica et Vir. Au nord se situe la commune de Kamnik qui a donné son nom aux Alpes kamniques toutes proches. La commune est traversée par la rivière Kamniška Bistrica et est composée de plaines agricoles et de collines boisées. La commune accueille une antenne radio de 161 mètres de haut.

## Histoire
On a retrouvé des traces du passage de chasseurs remontant à la dernière glaciation il y a environ 15 000 ans. Des traces indiquent que la zone fut occupée ensuite par des Illyriens et des Celtes. Une voie romaine reliant les villes romaines d'Aquileia à Celeia en passant par Æmona passait également dans la région. On pense que la zone fut habitée à partir du XIe siècle alors que la première mention date du XIIe siècle. En 1593, l'armée ottomane fut vaincue lors de la bataille de Sisak par Adam Ravbar, le propriétaire  du château local de Krumperk.

## Démographie
La population de la commune est relativement importante pour la Slovénie avec environ 33 000 habitants,.
Évolution démographique
| 1999   | 2000   | 2001   | 2002   | 2003   | 2004   | 2005   | 2006   | 2007   |
| ------ | ------ | ------ | ------ | ------ | ------ | ------ | ------ | ------ |
| 29 227 | 29 453 | 29 736 | 30 033 | 30 308 | 30 658 | 31 252 | 31 902 | 32 410 |
| 2008   | 2009   | 2010   | 2011   | 2012   | 2013   | 2014   | 2015   | 2016   |
| 32 945 | 33 183 | 33 573 | 33 936 | 34 216 | 34 455 | 34 753 | 35 039 | 35 278 |
| 2017   | 2018   | 2019   | 2020   | 2021   |        |        |        |        |
| 35 513 | 35 675 | 36 264 | 36 675 | 36 683 |        |        |        |        |

## Sport
- KK Domžale, club de basket-ball;
- NK Domzale, club de football.